# Міклошаній-Міч
Міклошаній-Міч (рум. Micloșanii Mici) — село у повіті Димбовіца в Румунії. Входить до складу комуни Малу-ку-Флорі.
Село розташоване на відстані 105 км на північний захід від Бухареста, 31 км на північний захід від Тирговіште, 144 км на північний схід від Крайови, 63 км на південний захід від Брашова.

## Населення
За даними перепису населення 2002 року у селі проживали 685 осіб, усі — румуни. Усі жителі села рідною мовою назвали румунську.